# Гай Домиций Декстер
Гай Домиций Декстер (лат. Gaius Domitius Dexter) — римский государственный деятель конца II века.

## Биография
О его происхождении нет никаких сведений. В какой-то момент до 183 года Декстер был консулом-суффектом, скорее всего, в последние годы правления Марка Аврелия. С 183 по 185 год он занимал должность легата пропретора Сирии и, вероятно, был преемником на этом посту будущего императора Пертинакса.
Вполне вероятно, что Декстер знал другого будущего императора, Септимия Севера, который на тот момент командовал IV Скифским легионом, расположенном в вверенной ему провинции. Знакомство с Севером могло бы объяснить его назначение префектом города Рима в 193 году. Эта должность имела большое значение. К тому же тогда Север был вдали от Рима, и, следовательно, этот факт показывает, что император доверял Декстеру. В 196 году Декстер занимал должность ординарного консула. Его коллегой был Луций Валерий Мессала Тразея Приск.
Возможно, его родственником был консул 225 года Сервий Кальпурний Домиций Декстер.